# Paul G. Hewitt
Pour les articles homonymes, voir Paul Hewitt.
Paul G. Hewitt (né le 22 mars 1931 à Saugus (Massachusetts)) est un physicien américain. Il a également été boxer, prospecteur, écrivain et dessinateur humoristique.

## Biographie
En 1964, Hewitt commence une carrière en enseignement au City College of San Francisco. En 1980, il enseigne et vulgarise la science à l'Exploratorium de San Francisco. 
Hewitt quitte les campus de l'université de Californie à Berkeley et Santa Cruz pour déménager à Hawaï afin d'y enseigner aux campus de l'université d'Hawaï à Hilo et Mānoa.
Au cours de sa carrière d'enseignement, Hewitt développe ses notes de cours autour du concept de physique conceptuelle (en). En 1987, il produit une version de ses notes pour l'enseignement secondaire, version qui sera publiée par Addison-Wesley. D'autres adaptations seront publiées par Prentice Hall et Pearson (devenu Pearson Education (en)).